# Последние деньки в раю
«Последние деньки в раю» — шестой альбом группы «Несчастный случай». Выпущен и презентован в 2003 году, к двадцатилетнему юбилею группы.

## Об альбоме
«Последние деньки в раю» были записаны в августе 2003 года в студии «23». В самом начале работы музыканты планировали записать концептуальный альбом о Москве. Черновое название альбома — «В городе-герое». Однако для того, чтобы выпустить альбом именно в год двадцатилетия группы, от концепции было решено отказаться.
Тем не менее, на альбоме присутствует песня «Москодиско», хранящая следы этой затеи. К выходу альбома были приурочены юбилейные концерты, состоявшиеся 8 и 9 декабря 2003 года на театральных подмостках Центра им. Мейерхольда.
В октябре 2001 года Алексей Кортнев сказал в интервью на «Нашем радио»:
Несколько раз в своей жизни мы самонадеянно торопились, записывали скорей-скорей материал, чтобы он не протух, потом выяснялось, что в процессе этой спешки была допущена масса ошибок, мы как-то просто не думали о том, как все это будет звучать и восприниматься сторонними людьми, в общем, делали материал практически для себя… Сейчас хотим несколько изменить своему правилу и более тщательно подойти к записи. Материала накопилось огромное количество, это и куча песен, написанных для спектакля «День радио», и куча песен, ну не так чтобы куча, но штук 10, написанных не для спектакля, будем сейчас аккуратненько выбирать, записывать по 2 штучки…

## Список композиций
1. Hey, boy! — 02:40
2. Цветок — 03:36
3. На фиг, на фиг! — 03:05
4. Москодиско — 04:54
5. Вопросы любви — 06:03
6. Будда — 06:08
7. Господи, прости… — 03:23
8. Братец Кролик — 05:16
9. Зоологги — 03:04
10. С одесского кичмана — 03:24
11. Порно — 04:41
12. На балконе — 03:56
13. Чем виновата любовь — 05:12
14. Batman is back — 04:18
15. Сел и поехал — 04:08
16. Последние деньки в раю — 10:55

## Участники группы
- Алексей Кортнев — вокал, акустическая гитара
- Павел Гонин — вокал, перкуссия
- Валдис Пельш — диалоги, бэк-вокал (16)
- Павел Мордюков — вокал, саксофон
- Сергей Чекрыжов — синтезатор
- Роман Мамаев — бас-гитара
- Дмитрий Чувелев — электрогитара, диалоги (16)
- Павел Черемисин — ударные

### В записи приняли участие
- Ирина Юткина;
- Михаил Алексеев;
- Алексей Терешин;
- Денис Теннов;
- Сергей Баранцев.

Для альбома были перезаписаны несколько песен, уже входившие в прежние альбомы группы: «Чем виновата любовь?», «Hey, boy!», «Сел и поехал», «Песня без названия» (выпущена под названием «Batman is back»). «Зоологию» (под названием «Зоологги») в новой версии исполнил Павел Гонин в стиле реггей.
Заглавная песня «Последние деньки в раю» — самая длинная песня на этом альбоме и самая длинная из всех песен «Несчастного случая» (11 минут), на концертах исполняется раз в три года, по особым случаям и обязательно вместе с Валдисом Пельшем. Песня была написана в 1996 году как альтернатива песне «Наш концерт», в которой тоже показан спор между участниками группы. Первая версия длилась 13 минут, в альбоме она сокращена и имеет слегка изменённый текст.